# Achada Galego
Achada Galego es una localidad caboverdiana del municipio de Santa Catarina.

## Geografía
La localidad está situada en la isla de Santiago.

## Organización territorial
La localidad abarca los lugares y barrios de:
- Achada Carapate
- Achada Galego
- Assomadinha
- Caldeira
- Covão da Ribeira
- Gudo
- Ponta Fundo
- Ponta Lopes